# 코난 (나루토)
코난(일본어: 小南)은 만화 《나루토》의 등장인물이다.

## 배경
코난이 어렸을 적 가족은 모두 제2차 닌자세계대전(第二次忍界大戦) 때 사망했다. 코난은 혼자가 되어 살아간다. 어느날, 밖에 쓰러져 죽어가는 나가토와 나가토의 강아지 치비를 아지트로 데리고 온다. 코난, 야히코, 나가토는 가까워지며 평화를 꿈꾼다. 그러던 중 한조와 싸우는 나뭇잎 마을의 지라이야를 만나 인술을 배운다.

### 초대 아카츠키에서의 코난
시간이 지나고 코난, 야히코, 나가토는 초대 아카츠키를 창설한다. 그들은 단시간안에 그들의 힘과 능력으로 유명해지고, 지라이야의 귀에까지 들어간다.

## 성격
코난은 침착하며 영리하다.
어린 코난은 터프한 야히코와 세심하고 감성적인 나가토와 다르게, 밝았고, 동정심이 많고, 발랄하였다. 그러나 야히코의 죽음을 겪고나서는 무척 진지한 성격을 지니게 되었고, 아카츠키 모임에서는 단 한마디도 하지 않았다. 코난은 언제나 동료들의 안전을 자신의 안전보다 중요시 하였다. 야히코를 향한 감정도 또한 나타나 있는데, 언제나 야히코를 생각하고, 함께할 수 있을 때는 항상 야히코와 함께하고 싶어했다.
코난은 페인에게 헌신하며 명령에 질문을 하지 않고 페인의 행복을 바라며 페인의 능력에 궁극적인 믿음을 갖는 등 굉장한 충성심과 예의를 갖추었다. 코난은 비 마을과 페인을 연결시켜주는 역할을 하였는데,  비마을의 사람들은 등에 종이인법으로 날개를 달고있는 코난을 신의 천사라고 불렀다.
페인과 오랫동안 함께했던 시간들로 인해, 그의 얼굴을 보지않아도 그의 감정을 읽을 수 있었다. 나가토의 희생 후, 나가토가 죽기 전에 마음속 깊이 세계의 평화를 맡기고 간 우즈마키 나루토(うずまき ナルト)를 진심으로 지키고 싶어하며 비 마을의 충성심을 맹세했다.

## 모습
코난은 파란머리, 회색 눈(애니메이션에서는 주황색), 푸른색 아이셰도우, 입술 센터 피어싱을 가지고 있다. 만화에서의 코난의 속눈썹은 눈 밑 코너에 대각선으로 있지만 애니메이션에서는 세개의 다른 줄들로 그려져 있다.
항상 아카츠키 유니폼을 입고있으며, 주황색 매니큐어를 칠하고 있고, 오른쪽 가운데 손가락에는 한자로 백(白)이 써있는 반지를 끼고있다.

## 능력
코난의 술법능력은 파트너 페인에게 높게 평가되었다. 코난은 천성적으로 종이접기에 놀라운 재능이 있었고, 지라이야의 수련후에는 종이에 차크라를 집중시켜 무기로 쓸수 있게 되었다.
- 종이인술

코난이 만든 인술에는 식지의무용(式紙の舞)이라는게 있는데 이것은 코난 자신의 옷을 포함한 전신을 천개의 종이들로 만들어서 원하는데로 아무 모양과 색으로 바꿀수 있다. 장거리를 이동할때에는 종이들을 비행기나 나비들로 만들어 날수있고, 공격하기 위해서는 종이들의 모서리에 차크라를 모아 철 만큼 강하게 만들어 화살, 창, 수리검과 같이 사용할 수 있다. 그리고 상대의 온 몸을 종이로 감싸서 꼼짝달싹하지 못하게 할 수도 있다. 신의 천사라는 이름과 같이, 갖고있는 종이들을 이용해 큰 날개들을 만들어 무기로 쓸 수도 있다.
종이로 만들었음에도 불구하고 화둔과 수둔(水遁)공격은 통하지 않는다.
코난의 최고의 인술인 신의지자술(神の紙者の術)은 큰 강을 가를수 있다. 이 테크닉에는 6천억개의 기폭지폐가 사용되었으며 다 터지기 위해선 10분이나 걸리는 양이다.
이 종이 인술은 주변의 자연환경까지도 미슷하게 만들수 있다.
코난이 제일 좋아하는 종이접기는 꽃 접기이다. 자신의 머리에도 달고있었고, 나루토에게 평화의 사인으로 종이꽃 부케를 선물로 주었고, 천도(야히코)와 나가토의 시체를 종이꽃들로 감싸놓았다. 성인의 코난으로썬 그 종이꽃은 코난의 차크라로 유지되었고 코난의 차크라 레벨이 내려갈수록 꽃들의 모양이 망가지면서 꽃의 형체를 알아볼 수 없게 된다.